# Konstantin Feoktistov
Konstantin Petrovich Feoktistov (em russo:  Константин Петрович Феоктистов) (Voronezh, 7 de fevereiro de 1926 – 21 de novembro de 2009) foi um cosmonauta soviético e engenheiro aeroespacial. Foi ao espaço como um dos tripulantes da nave Voskhod 1, em 1964.

## Biografia
Feoktistov lutou no Exército Vermelho durante a Segunda Guerra Mundial, escapando de morrer quando, após ser capturado pela Wehrmacht, foi submetido a um pelotão de fuzilamento com outros soldados russos, mas a bala que lhe foi destinada apenas roçou sua garganta, lhe permitindo escapar por entre a pilha de corpos de prisioneiros executados ao anoitecer e voltar para as linhas soviéticas.
Após a guerra, formado em engenharia e com doutorado em física, em 1955 ele se juntou à equipe que construiria as sondas e naves espaciais Sputnik, Vostok, Voskhod e Soyuz, sob a liderança do engenheiro-chefe do programa espacial soviético, Sergei Korolev. Nesse período, ele também trabalhou nos estudos da construção de uma nave impulsionada por ion, capaz de levar uma tripulação humana a Marte.

## Programa espacial
Em 1964, Feoktistov foi selecionado como parte de um grupo de engenheiros indicados para o treinamento de cosmonautas, e veio a integrar a tripulação multi-disciplinar da Voskhod 1, indo ao espaço em 13 de outubro de 1964, junto com o piloto Vladimir Komarov e o médico Boris Yegorov, a primeira missão soviética com mais de um tripulante numa nave espacial. Seu treinamento e aproveitamento para futuras missões espaciais se viu interrompido, entretanto, por razões médicas.
Depois de seu voo foi condecorado como Herói da União Soviética. Continuou a trabalhar como engenheiro espacial e mais tarde tornou-se o chefe do organismo soviético de design espacial que construiu as estações orbitais Salyut e Mir, nas décadas de 1970 e de 1980.
Konstantin foi o primeiro não militar no espaço.